# 楊激壤
楊激壤（1932年10月15日—2014年5月9日），也譯作楊積讓，越南共和國工程師和政治人物，原越南共和國公共工程部長和副總理。

## 生平
楊激壤於1932年10月15日出生於美湫。曾就讀於美湫中學。1954年畢業於法國格勒諾布爾大學水力工程學專業。
1964年至1965年擔任越南電力總幹事。
1967年至1969年擔任越南造紙工業公司（Công ty Kỹ nghệ Giấy Việt Nam）董事。
1969年開始擔任越南共和國公共工程部部長。
1975年後，楊激壤一度與新政府合作，後來在離開越南時他告訴武文傑：“你們的想法很美好，但是你們這樣做是做不到的。走到哪裡都聽到在說決議，做事情要麼是按照這個決議的精神，要麼是按照那個主張的精神，而不是依照法律。通過泛泛的決議和指示治國是行不通的。”楊激壤生活在美國時是公共工程友誼會（Ái Hữu Công Chánh）的成員。
2014年5月9日，楊激壤在美國加利福尼亞州聖荷西逝世。

## 榮譽

### 本國勳章
- 保國勳章（1963年）[4]
- 經濟佩星（1969年）[4]

### 外國勳章
- 中華民國大綬景星勳章[11]

## 個人生活
根據1974年出版的《越南名人錄》，楊激壤是一名祖先崇拜者，且尚未結婚。